# اومیرن
اومیرن (به هلندی: Ommeren) یک منطقهٔ مسکونی در هلند است که در بورن (هلند) واقع شده‌است. اومیرن c نفر جمعیت دارد.